# قطعنامه ۱۱۴۵ شورای امنیت
قطعنامه ۱۱۴۵ شورای امنیت سازمان ملل متحد که در تاریخ ۱۹ دسامبر ۱۹۹۷ تصویب شد، سندی بین‌المللی دربارهٔ بررسی وضعیت در کرواسی است. این قطعنامه طی نشست ۳۸۴۳ام با ۱۵ رای موافق، ۰ مخالف و ۰ ممتنع تصویب شد.